# Jigokudani Yaen Koen
Jigokudani Yaen Kōen är en djurparksliknande anläggning på den japanska ön Honshu som ligger cirka 35 km nordöst om Nagano. Parken ingår i Jōshin'etsu-kōgen nationalpark.
I anläggningen lever cirka 200 japanska makaker (Macaca fuscata) som badar här i heta källor (onsen). Makakerna blev mer eller mindre bundna till källorna under 1960-talet när en person från den lokala befolkningen började mata djuren under vintern. Genom ett foto på första sidan av veckotidningen Life blev aporna världsberömda. Makakerna besöker anläggningens onsen främst under vintern men de håller sig hela året nära källorna, som gett området smeknamnet Jigokudani (Helvetesdalen).
Före 1950 levde makakerna i bergstraktens högre delar. Efter etablering av skidanläggningar i regionen blev området olämpligt för aporna som därför vandrade till lägre dalgångar. Där uppkom en konflikt med bönderna som betraktade primaterna som skadedjur. Med anläggningen fick makakerna en ny hemvist.
Enligt en studie som publicerades 2018 i tidskriften Primates minskar badet i källorna makakernas nervositet. De blir inte anmärkningsvärt stressade av de cirka 500 besökare som anläggningen varje dag har.
Aporna i parken tillhör världens nordligaste frilevande apor. De japanska makakerna finns också på huvudön Honshu och på två mindre öar. Aporna klarar att leva i vintertemperaturer på ner till femton minusgrader och kallas därför ofta snöapor. De lever i grupper på 20 till 30 djur och kan bli upp till 30 år gamla.
Anläggningens personal matar makakerna två till tre gånger per dag med frön, äpplen och sojabönor. Födan som delas ut är inte tillräcklig för aporna som därför behöver själv leta efter näringsämnen i parkens omgivning. Trots allt uppmanas besökare att inte mata makakerna. Flockarna som besöker anläggningen under dagen vandrar före natten till högre trakter för att sova. Sovplatsen är ofta ett träd eller en markant klippa.

## Yaen Kōen
Yaen Kōen är japanska och betyder "park för vilda apor" och aporna är vilda så tillvida att det inte finns några stängsel runt parken, utan aporna är fria att komma och gå. De lockas av matningen och i fallet med Jigokudani Yaen Kōen också av de varma källorna.